# Na'omi Blumenthalová
Na'omi Blumenthalová (hebrejsky נעמי בלומנטל) je bývalá izraelská politička, která v letech 1992 až 2006 působila jako poslankyně Knesetu za stranu Likud.

## Biografie
Narodila se 22. listopadu 1943 ve vesnici Bicaron. Sloužila v izraelské armádě u jednotek nachal. Vystudovala politologii a kriminalistiku na Bar-Ilanově univerzitě. Studovala také na umělecké škole Bejt Cvi ve městě Ramat Gan. Hovoří hebrejsky, anglicky, francouzsky a německy.

## Politická dráha
Pracovala jako ředitelka protidrogové asociace Al-Sam. Byla předsedkyní politického centra ženské organizace Israel Women’s Network. V 80. a 90. letech 20. století byla členkou izraelských delegací na jednání OSN o ženských otázkách. Patří mezi jedny ze zakladatelů divadla ve městě Beerševa. V letech 2001–2002 byla předsedkyní světového Likudu.
V izraelském parlamentu zasedla poprvé po volbách do Knesetu v roce 1992, ve kterých kandidovala za stranu Likud. Předsedala parlamentnímu výboru pro status žen, byla členkou výboru práce a sociálních věcí, výboru pro drogové závislosti a výboru pro vnitřní záležitosti a životní prostředí. Mandát obhájila ve volbách do Knesetu v roce 1996. Po nich v Knesetu zaujala post předsedkyně výboru pro imigraci a absorpci, zasedala jako členka ve výborech pro vzdělávání a kulturu, výboru House Committee, výboru pro status žen, výboru pro vnitřní záležitosti a životní prostředí a výboru pro drogové závislosti.
Do Knesetu se dostala i ve volbách do Knesetu v roce 1999. Byla členkou a předsedkyní výboru pro imigraci, absorpci a záležitosti diaspory, zasedala ve výboru pro status žen, výboru pro vzdělávání a kulturu a výboru pro vědu a technologie. Navíc zastávala v letech 2001–2003 post náměstkyně ministra národní infrastruktury.
Naposledy byla zvolena ve volbách do Knesetu v roce 2003. Předsedala zde podvýboru pro zahraniční záležitosti a publicitu, byla členkou výboru pro zahraniční záležitosti a obranu, výboru pro ústavu, právo a spravedlnost a výboru pro imigraci, absorpci a záležitosti diaspory.
Ke konci volebního období se stala aktérkou aféry, při níž byla usvědčena z uplácení a ovlivňování předáků Likudu ve svůj prospěch v době před stranickými primárkami. Byla odsouzena, ale získala prezidentskou milost. Z politiky se pak stáhla.